# Piret Hamer
Piret Hamer (* 21. Mai 1980, verheiratete Piret Vaughan) ist eine estnische Badmintonspielerin. 

## Karriere
Piret Hamer gewann 1999 ihren ersten nationalen Titel in  Estland. Fünf weitere Titel folgten bis 2005. Sie nahm an den Badminton-Weltmeisterschaften 2001 und 2005 teil. Sie ist seit dem 2. Mai 2008 mit dem walisischen Badmintonspieler Richard Vaughan verheiratet.

## Sportliche Erfolge
| Saison    | Veranstaltung                               | Disziplin   | Platz | Name                       |
| --------- | ------------------------------------------- | ----------- | ----- | -------------------------- |
| 1998      | Estland: Einzelmeisterschaften der Junioren | Dameneinzel | 1     | Piret Hamer                |
| 1998      | Baltic U19 Championships                    | Damendoppel | 1     | Piret Hamer / Ulla Helm    |
| 1999      | Estland: Einzelmeisterschaften              | Dameneinzel | 1     | Piret Hamer                |
| 2001      | Weltmeisterschaft                           | Damendoppel | 33    | Piret Hamer / Kati Tolmoff |
| 2001      | Estland: Einzelmeisterschaften              | Damendoppel | 1     | Piret Hamer / Helen Reino  |
| 2002      | Estland: Einzelmeisterschaften              | Damendoppel | 1     | Piret Hamer / Helen Reino  |
| 2004      | Estland: Einzelmeisterschaften              | Mixed       | 1     | Indrek Küüts / Piret Hamer |
| 2004      | Estland: Einzelmeisterschaften              | Damendoppel | 1     | Piret Hamer / Helen Reino  |
| 2005      | Weltmeisterschaft                           | Damendoppel | 33    | Piret Hamer / Helen Reino  |
| 2005      | Estland: Einzelmeisterschaften              | Damendoppel | 1     | Piret Hamer / Helen Reino  |
| 2005/2006 | Estonian International                      | Damendoppel | 1     | Piret Hamer / Helen Reino  |